# GJ 3998
GJ 3998 é uma estrela anã vermelha localizada 59.3 anos-luz (18,2 parsecs ) de distância na constelação de Ophiuchus. Tem cerca de metade da massa e do raio do Sol e apenas 4% de sua luminosidade. O seu período de rotação é de 30 dias.
GJ 3998 hospeda um sistema de três planetas conhecidos, todos os planetas com massa super-terrestre detectados pelo método da velocidade radial. O planeta mais externo, com uma massa mínima de cerca de seis vezes a massa da Terra, orbita dentro da chamada zona habitável otimista. A estrela gira com uma inclinação de >30° em relação ao plano do céu; se as órbitas planetárias forem coplanares com a estrela, as suas massas verdadeiras serão no máximo o dobro das suas massas mínimas.
Os dois planetas internos foram encontrados em 2016, mas foram questionados por um estudo de 2022, que argumentou que os sinais de velocidade radial podem ser devidos à atividade estelar intrínseca. O terceiro planeta foi descoberto em observações de acompanhamento em 2025. A equipe realizou uma série de análises dos sinais de atividade estelar e acredita que os seus resultados fornecem evidências da existência dos três planetas.